# Neuil
Neuil település Franciaországban, Indre-et-Loire megyében. Lakosainak száma 424 fő (2022. január 1.). Neuil Saint-Épain, Thilouze, Saché, Villaines-les-Rochers, Avon-les-Roches és Crissay-sur-Manse községekkel határos.

## Népesség
A település népességének változása:
| Lakosok száma | 393  | 331  | 358  | 419  | 442  | 436  | 440  | 439  | 436  | 424  |
|               | 1968 | 1982 | 1990 | 2006 | 2013 | 2015 | 2017 | 2019 | 2020 | 2022 |